# Joaquín Riquelme
Joaquín Riquelme García (nacido en Murcia en 1983) es un solista de viola español que forma parte de la Filarmónica de Berlín desde 2009. Es uno de los pocos españoles que han formado parte de esta prestigiosa formación, como los violinistas Enrique Fernández Arbós, que fue concertino, y Santiago Cervera.

## Biografía
Joaquín Riquelme inició sus estudios musicales en su Murcia natal con Pedro Navarro Esteban y Antonio Clares, continuándolos en el Real Conservatorio Superior de Música de Madrid con Emilio Mateu y Alan Kovacs. Posteriormente estudió en la Universidad de las Artes de Berlín (Universität der Künste Berlin), en donde estudió con Hartmut Rohde.
Consiguió premios en el Festival Internacional de Orquestas Juveniles (Murcia), el del concurso Tomás Lestán de viola, el premio de la séptima edición del Concurso Villa de Llanes y el premio de la Academia Carl Flesch. Riquelme es un solista de viola muy activo y ha tocado conciertos con la Orquesta de Valencia, JONDE, la Orquesta Sinfónica del Vallés, la Orquesta Sinfónica de Barcelona y Nacional de Cataluña, la Orquesta Sinfónica de la Región de Murcia, la orquesta del Real Conservatorio Superior de Música de Madrid, la JONDE y la Orquesta Nacional de Andorra.
Con 23 años se convirtió en co-solista de viola de la OBC y en marzo de 2010 se convirtió en miembro de pleno derecho de la Filarmónica de Berlín.